# زراعة طبيعية
أنشأ موكيشي أوكادا «الزراعة الطبيعية» عام 1936، مؤسس كنيسة العالم المسيحي، وهو نظام زراعي يطلق عليه في الأصل «الزراعة بدون أسمدة» أو باليابانية 自然農法 (shizen nōhō).
وقد تم تشكيل فروع مثل سيكاي كيوساي كيو، التي تعزز 'الزراعة الطبيعية في كيوساي'، وجمعية موكيتشي أوكادا التي تشكلت بعد وفاته لمواصلة تعزيز العمل في اليابان وجنوب شرق آسيا. ويقال إنها أصبحت النظام الزراعي البيئي الرئيسي في اليابان، عن طريق نقل التكنولوجيا الملائمة للمناطق الريفية.
ووفقًا للمركز الدولي لبحوث الزراعة الطبيعية في ناغانو، باليابان، فإنها تقوم على النظريات التالية:
- الأسمدة تلوث التربة وتضعف قوة الإنتاج
- الآفات تنتشر عن طريق الاستخدام المفرط للأسمدة
- ويعزى الفرق في حالات الإصابة بالمرض بين النباتات المقاومة والسريعة التأثر إلى الظروف الغذائية داخل الجسم.
- فالخضار والفواكه التي تنتجها الزراعة الطبيعية أفضل في الطعم من تلك التي تنتجها الزراعة الكيميائية.

يُستخدم المصطلح أحيانًا للتعبير عن فلسفة الزراعة البديلة للفيلسوف المزارع ماسانوبو فوكوكا.

## الزراعة الطبيعية
المزارع والفيلسوف الياباني ماسانوبو فوكوكا عبر عن وجود نظام زراعة بديلة في الثلاثينيات مستخدمًا الأحرف اليابانية نفسها لوصف ذلك بشكل منفصل عن اوكادا. ويُترجم هذا بشكل عام في اللغة الإنجليزية إلى «الزراعة الطبيعية» على الرغم من أن الباحث الزراعي هو ليان شو يزعم أن «الزراعة الطبيعية» هي الترجمة الحرفية الصحيحة للمصطلح الياباني.

## مبادئ ماسانوبو فوكوكا
بالمبدأ، يرى ممارسو الزراعة الطبيعية أنها ليست تقنية زراعية بقدر ما هي رؤية، أو طريقة لرؤية أنفسنا جزءًا من الطبيعة، بدلًا من كوننا منفصلين عنها أو أعلى منها. وفقًا لذلك، فالطرق نفسها تتنوع بشكل كبير حسب الثقافة والظروف المحلية.
بدلًا من تقديم طريقة منهجية، لخص فوكوكا عقلية الزراعة الطبيعية في خمسة مبادئ:
1. لا حراثة
2. لا سماد
3. لا مبيدات حشرية ولا مبيدات أعشاب
4. لا مكافحة أعشاب
5. لا تقليم

مع أن العديد من أنواع النباتات الخاصة به وممارساته تتعلق بشكل خاص باليابان وحتى بالظروف المحلية في شيكوكو الغربية تحت المدارية، فإن فلسفته ومبادئه الحاكمة لأنظمته الزراعية طبقت بشكل واسع على امتداد العالم، من أفريقيا حتى نصف الكرة الشمالي ذي المناخ المعتدل.
بشكل مبدئي، تخفض الزراعة الطبيعية العمل البشري للحد الأدنى وتتبنى، بقدر الإمكان بما يسمح بجعل الأمر عمليًا، إنتاج الطبيعة للأغذية كالأرز والشعير، والفجل الأبيض، والليمون في أنظمة بيئية زراعية متنوعة حيويًا. بدون حراثة الأرض، تنبت البذور بشكل جيد على السطح إذا كانت الظروف في الموقع ملائمة لحاجات البذور المزروعة فيه. استخدم فوكوكا وجود العناكب في حقوله مؤشرًا مفتاحيًا للأداء لقياس الاستدامة.
يحدد فوكوكا أن على الأرض أن تبقى مغطاة بالحشائش، والنفل الزاحف، والبرسيم الحجازي، والنباتات البقولية العشبية، وأحيانًا بنباتات عشبية مزروعة عمدًا. توجد مغطيات التربة إلى جانب الحبوب، ومحاصيل الخضار، والبساتين. يمشي الدجاج بحرية في البساتين وتكون حقول الأرز آهلةً بالبط وسمك الشبوط.
يمكن قص النباتات على الطبقة السطحية كالحشائش وتركها على السطح بشكل دوري، لتعيد مكوناتها الغذائية إلى التربة مع منعها لنمو مزيد من الحشائش. يسهل هذا أيضًا بذر البذور في المنطقة نفسها لأن الطبقة السطحية الكثيفة تخبئ البذور من الحيوانات كالطيور.
في حالة أرز الصيف ومحاصيل حبوب الشعير في الشتاء، تحسن مغطيات التربة تثبيت النتروجين. يشكل القش من المحصول السابق غطاءً عضويًا للتربة السطحية. يبذر كل محصول حبوب قبل حصاد الذي قبله عن طريق نشر البذور بين المحاصيل النابتة. لخصت هذه الطريقة لاحقًا إلى زراعة مباشرة لمرة واحدة للنفل والشعير والأرز على رؤوس الأرز الواقفة. النتيجة محصول أكثف من نباتات أصغر، ولكنها عالية الإنتاجية وأقوى.
ركزت فلسفة فوكوكا وممارساته على العمليات ضيقة النطاق وتحدت الحاجة لطرق زراعة باستخدام الآلات للإنتاجية العالية والكفاءة واقتصاديات وفورات الحجم. مع أن مزرعة عائلته كانت أكبر من المتوسط في اليابان، فقد استخدم حقلًا واحدًا لمحاصيل الحبوب كمثال نموذجي صغير عن نظامه.

## يوشيكازو كاواغوتشي
يوشيكازو كاواغوتشي، الذي يعتبره الكثيرون رائد الجيل الثاني للزراعة الطبيعية، هو مؤسس مدرسة الزراعة الطبيعية آكامي ناتشورال فارم سكول، وشبكة متصلة من مدارس الزراعة الطبيعية المبنية على أسس تطوعية «دون أقساط دراسية» في اليابان، وعددها 40 موقعًا وتتسع لأكثر من 900 طالب في الوقت نفسه. ومع أن ممارسة كاواغوتشي مبنية على مبادئ فوكوكا، فإن طرقه تختلف بشكل ملحوظ عن مبادئ فوكوكا. وقد أعاد صياغة القيم الأساسية للزراعة الطبيعية على النحو التالي:
1. لا تحرثوا الحقول
2. الحشائش والحشرات ليست أعداءكم
3. لا حاجة لإضافة المسمدات
4. عدلوا الأغذية التي تزرعونها وفقًا لمناخكم المحلي وظروفكم المحلية

أصبحت شهرة كاواغوتشي خارج اليابان أوسع بعد ظهوره شخصيةً محوريةً في الوثائقي «فاينال سترو: فوود، إيرث، هابينس – بالعربية: القشة الأخيرة: الغذاء، الأرض، السعادة»، وفيه ترجمت مقابلاته إلى العديد من اللغات. هو مؤلف عدة كتب في اليابان، ولكن أيًا منها لم يترجم بشكل رسمي إلى اللغة الإنجليزية.
منذ 2016، لم يعد كاواغوتشي يدرس بشكل مباشر في مدرسة آكامي التي أسسها. ولكنه ما يزال يعمل في التدريس، إذ يقيم أيامًا مفتوحة في مزرعته الخاصة في ولاية نارا يدعو فيها من يشاء للحضور.

## قائمة المصادر
- 自然農法解說 / Shizen nōhō kaisetsu by Mokichi Okada. Publisher: 榮光社出版部 Eikōsha Shuppanbu, Tōkyō 1951.